# Дубовий праліс (заповідне урочище, Глибоцький район)
Дубо́вий пра́ліс — заповідне урочище в Україні. Розташоване в межах Глибоцького району Чернівецької області, на північний схід від села Турятка. 
Площа 12 га. Статус присвоєно згідно з рішенням облвиконкому від30.05.1979 року № 198. Перебуває у віданні ДП «Чернівецький лісгосп» (Турятське лісництво, кв. 2, вид. 1). 
Статус присвоєно для збереження частини лісового масиву з цінними буково-дубовими насадженнями (переважає дуб) віком 210 років.